# كلرنة
كُلُرنة أو كُلُرنو أو (نقحرة: كولورنو) (بالإيطالية: Colorno)‏ هي بلدية في مقاطعة بارما في إقليم إميليا رومانيا الإيطالي.

## السكان
في سنة 1861 بلغ عدد السكان 7٬274 نسمة، وتطور العدد ليصل في سنة 2011 لـ 8٬920 نسمة.
يظهر هذا المخطط البياني تطور النمو السكاني لـ كُلُرنة

## أعلام
- إدواردو فارنيزي، أمير بارما الوراثي